# فادي معلوف
فادي معلوف (بالإنجليزية: Fady Maalouf) (ولد في 20 أبريل، 1979 في مدينة زحلة، لبنان) هو مغني بوب ألماني من أصل لبناني وله إلى الآن ثلاث ألبومات صادرة هي Blessed عام 2008 وInto the Light عام 2010 وCity of Gold عام 2012.

## نشأته
ولد في زحلة، لبنان وغنى في لبنان لفترة قصيرة تحت الاسم الفني أليكس (ِAlex) وحاز بعض الشهرة مع أغنيته العربية «يا ليل» . درس تصميم الأزياء، وعمل بعض الوقت في دور أزياء وتصميم لبنانية، قبل أن يهاجر إلى فرنسا ومن ثم إلى ألمانيا حيث قطن همبورغ.

## DSDS
اشترك فادي معلوف عام 2008 في الموسم الخامس من برنامج «إيدول» (سوبرستار) بألمانيا المعروف بـ Deutschland sucht den Superstar DSDS عبر محطة RTL Television الألمانية، حيث حلّ ثانيا في تلك السنة. وغنّى معلوف في النهائي أغنية خاصة به وهي Blessed حيث وقغت شركة سوني BMG للإسطوانات عقدا معه ووصلت أغنية Blessed إلى المرتبة الثانية في موكب أغاني ألمانيا الرسمية.

## قائمة الأشرطة

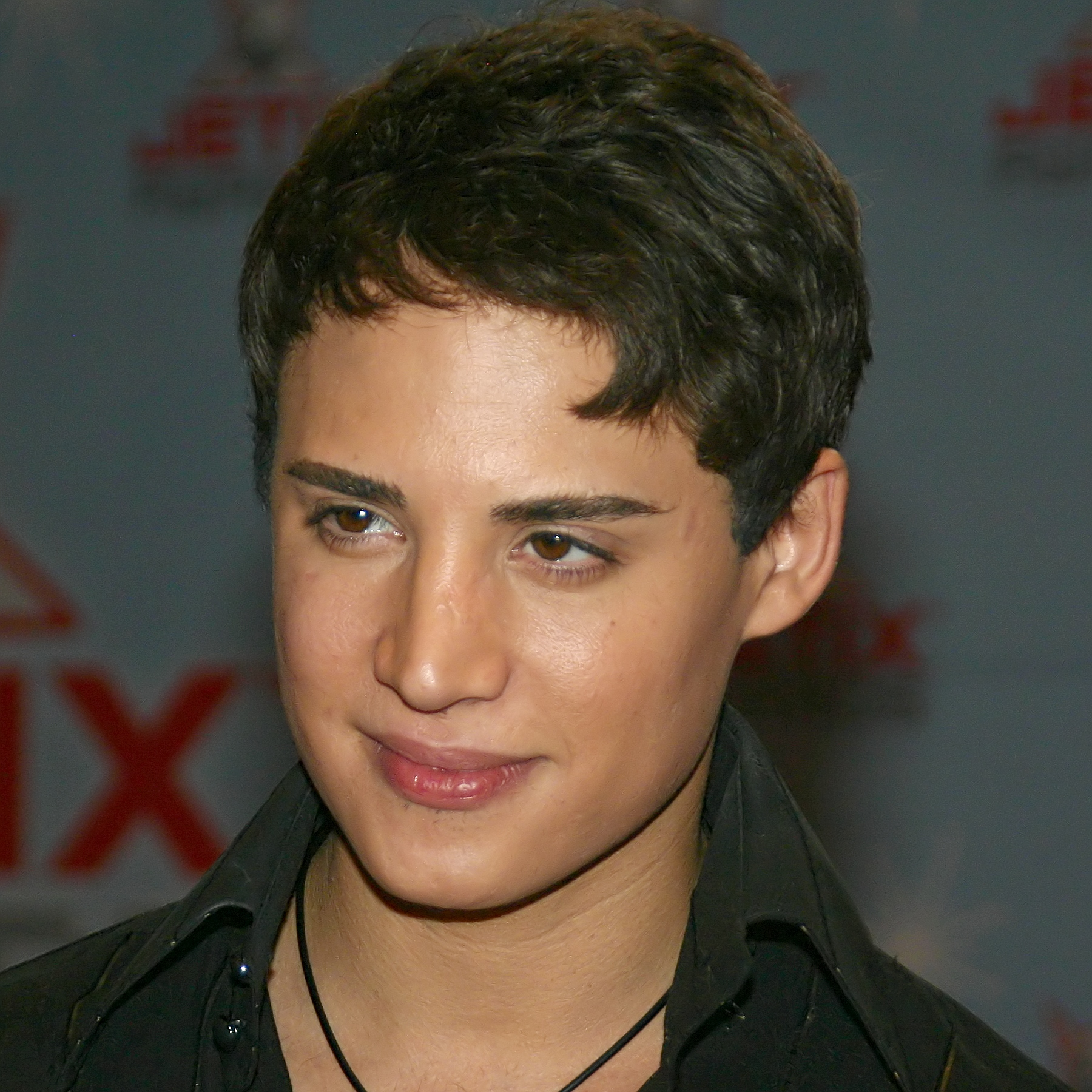
فادي معلوف في كولون، 2011

### الألبومات
- 2008: Blessed
- 2010: Into the Light
- 2012: City of Gold
- 2017: Indigo - EP

### سينغلز
- 2008: Blessed
- 2008: Amazed
- 2009: Show Me Your Love
- 2010: Into the Light
- 2012: Neyla
- 2013: "...Wenn es still um uns wird" مع C'est Lena

## الجوائز والترشيحات
- Viva COMET 2009 - Breakthrough Artist of the year (nominated)
- Viva COMET 2009 - Onlinestar (nominated)

## وصلات خارجية
- الموقع الرسمي
- فادي معلوف على موقع IMDb (الإنجليزية)
- فادي معلوف على موقع ميوزك برينز (الإنجليزية)
- فادي معلوف على موقع أول ميوزيك (الإنجليزية)
- فادي معلوف على موقع ديسكوغز (الإنجليزية)
- Fady Maalouf World official MySpace
- Fady Maalouf MySpace
- Fady Maalouf Facebook site  على فيسبوك.
- Blessed E.V. (Fady Maalouf's charity)[وصلة مكسورة]
- Last FM: Fady Maalouf page